# 和田秀樹
和田 秀樹（わだ ひでき、1960年〈昭和35年〉6月7日 - ）は、日本の評論家（教育・医療、政治・経済）、精神科医（川崎幸病院精神科顧問）、臨床心理士、映画監督、小説家、管理栄養士、政治活動家。大阪府出身。東京大学医学部医学科卒業。
複数の大学、大学院の非常勤講師（後述）や東進ハイスクール顧問も歴任。和田秀樹こころと体のクリニック、和田塾緑鐵舎、緑鐵受験指導ゼミナール、和田秀樹の親塾などの代表。
元広島高等検察庁検事長の和田雅樹は実弟。

## 経歴
会社員の家庭に生まれる。大阪の公立小学校入学後、1年時に越境入学する。小学2年時に父親の転勤で東京都練馬区に転居したのち、千葉県津田沼の社宅へ転居して地元の小学校にへ転校する。小学4年時に父親の転勤で兵庫県へ転居する。小学6年次から阪口塾へ通い、灘中学校に入学。灘校の同級生に伊藤芳朗、飯泉嘉門、勝谷誠彦、中田考がいる。「中学1年時に、高3で生徒会長だった黒岩祐治の姿が当時すごく格好良く見え、自身も生徒会選挙に出たが一度も当選できなかった」と語っている。灘校出身の遠藤周作に触発され作家を目指すも1行も書けず、日本を脱出しようと高校1年のときに留学生試験を受けたが不合格になるなど、夢という夢が全部破綻した。1990年代から2011年頃までは受験教育の専門家になった。2010年代は女性の性欲文化や受験教育をテーマにする映画監督活動に興味があった。令和初期に父が86歳でタバコを吸う行為を原因と肺気腫の病気で死亡して老人長寿医学活動の専門家になる。

### 受験指導
灘校在学中、解法暗記を中心に成績が良いクラスメイトが書いたノートのコピーを丸暗記する勉強法である暗記数学を開発したと主張。1979年、東京大学理科三類に現役で合格。東大在学中は家庭教師、アイドルプロデュース研究会、ライター業、学習塾経営などに励み、医師国家試験の半年程前までほとんど大学での勉強はしなかった。1983年に創設した東京大学受験指導専門塾鉄緑会の創設メンバーである。1986年に、自らの受験体験と家庭教師などの経験を生かし、『試験に強い子がひきつる本 偏差値40でも東大に入れる驚異の和田式受験法88』を著して受験評論家となり、1987年出版の『受験は要領 たとえば、数学は解かずに解答を暗記せよ』がベストセラーとなる。同時期の似たコンセプトの本として1984年出版で東京大学卒の予備校教師の渡部由輝の『数学は暗記科目である - 数学コンプレックスを吹きとばせ!』があり、当時、受験数学が暗記科目であるかの論争になる。その後、和田塾緑鐵舎、緑鐵受験指導ゼミナール、和田秀樹の親塾を創設。
和田式勉強法は、自身の勉強法と認知心理学などに基づく。和田は東大の認知心理学と教育心理学の研究会に3年以上参加している。
かつて、ベネッセの通信教育である進研ゼミ高校講座の情報誌『My Vision』で「カイカン勉強スタジオ」を連載していた。

### 医師時代
1985年（昭和60年）に、東京大学医学部医学科を卒業。卒業後の2年間の研修期間のうち、東大附属病院の第二内科に研修医として半年間勤務した。アルツハイマー病患者の肺炎に関する研究論文「Risk factors of aspiration pneumonia in Alzheimer’s disease patients(軽症及び中等症アルツハイマー病患者における嚥下性肺炎のリスクについて) (Gerontology 2001; 47:271-276)」で東北大学より博士（医学）の学位を取得した。論文博士だが学位論文認定過程に違和感が強いとして、多くの経歴披露では省いている。
中央大学大学院文学研究科、東北大学医学部、一橋大学経済学部、上智大学文学部で非常勤講師を経て、2004年（平成16年）から国際医療福祉大学教授、2006年（平成18年）から国際医療福祉大学大学院教授、2007年（平成19年）から2009年（平成21年）3月まで一橋大学大学院特任教授を務める。2000年12月にヒデキ・ワダ・インスティテュートを設立し、2010年4月に和田秀樹こころと体のクリニックを開設した。

### 映画
高校2年生のときに藤田敏八監督の映画『赤い鳥逃げた?』を観て衝撃を受けたことから熱狂的な映画ファンとなり、高校3年時に受験勉強の傍ら年間300本の映画を観賞した。当時「1000万映画」と呼ばれる低予算映画が話題となっており、映画製作費を効率的に稼ぐ手段として医師を志し、東京大学理科三類へ進学する。東大在学中に、自主映画製作を手がけるために「東大生が選ぶアイドルコンテスト」を催して武田久美子が優勝するも、東宝映画の『ハイティーン・ブギ』に出演となり、資金繰りに窮して映画製作は頓挫する。約150万円の借金を返済するためコンテストで知己を得た『CanCam』や『週刊プレイボーイ』で原稿執筆のアルバイトをしたことがのちに評論活動の下地を作った。
団鬼六の晩年について映画化の意向を持っており、周囲の勧めで主役に西田敏行を考えていた。西田の主治医はヤブ医者であり、バカな医者のために名優が一人亡くなったと発言した。

### 日本大学常務理事
2023年7月、日本大学理事長に就任した作家で友人の林真理子から同大学の常務理事に指名された。しかし、同年秋にテレビ局の取材に理事会の内容を明かしたことが学内で問題視され、辞任を求める声が上がったことから、2024年1月12日に常務理事を辞任した。和田は「林さんから『進退を考えてほしい』と言われた。私が職にとどまると日大の改革が進まないため辞任を決めた」と述べた。

### 政治団体「幸齢党」
2025年6月9日、政治団体「幸齢党」を設立し、同年夏の参院選に候補者を擁立することを発表した。和田は自ら代表に就任するが立候補はせず、団体の知名度向上に注力する意向を示した。主要政策として、無駄な医療費の削減や、高齢者が元気に働ける社会の実現による労働力不足の解消を掲げている。当初は複数の候補者を擁立予定であったが、最終的に公認予定であった吉沢恵理が東京都選挙区から幸齢党推薦の無所属として立候補する形となった。

## 精神科医として
精神科医として老年精神医学、精神分析学、集団精神療法学を専門とする。精神分析学者土居健郎らの推薦を受けてカールメニンガー精神医学校の国際フェローとなる。
アメリカ合衆国の精神分析学派自己心理学の国際年鑑 Progress in Self Psychologyに日本人として第1号(後述)、第2号(後述)の論文が掲載された。これが評価され、アメリカでもっとも古い精神分析の雑誌『Bulletin of Menninger Clinic』の自己心理学部門のブックレビュワーにも選ばれている。
- The Loss and Restoration of the Sense of Self in an Alien Culture. Progress in Self Psychology vol,14　(日本人第1号論文)[12]
- The Applicability of Self Psychology to Psychotherapy with the Elderly. Progress in Self Psychology vol.19　(日本人第2号論文)[12]

近年では、「精神科医」としての肩書きでメディアの取材に答えることも多く、精神医学についての一般への啓蒙を行っている。
第一次安倍晋三内閣における総理辞任の際、テレビ朝日『スーパーモーニング』などの取材に対して、安倍首相がうつ病であると述べた。アメリカ精神医学会によるDSM（精神障害の診断と統計マニュアル）から判断したと主張している。和田が、安倍首相のメディアを通じた発言、報道内容をみて独自に断定したものである。
創価学会公明党及び日本共産党の都市政党について理解がある立場で、ためしに共産党に票を入れたり、議席を取らせれば日本の政治家や金持ちも考えを変えるという提言をして1990年代の男女平等表現ヘアヌード文化や健康老人になる仏教思想の理解がある。安倍首相がうつ病であるとの見方を示したのは和田であるが、その見解についてのマスコミの取材について和田は、「安倍氏の顔つきを見て、いつからうつになったかを当てろという取材がいくつも来た」、「うつは見世物ではない」と苦言を呈している。和田は、自身のメールマガジンでは「安倍氏は辞任という選択をして、自殺はしなかったのが幸い」との見解を示し、首相辞任を批判するマスコミ世論を批判した。和田は「精神疾患」に対して日本社会・マスコミの誤解・無知があり、それが多数の自殺者を生み出していると発言し、うつ病など心の問題に対する正確な理解が進むことが必要であると、啓蒙の必要性を述べている。
著書の「テレビの大罪」でいじめ自殺とマスコミの自殺報道は因果関係があり、和田自身も小中学校時代にいじめによる被害者のいじめられっ子であったが、マスコミが自殺ガイドラインを設けないので、報道の効果で心理的影響があったので連鎖自殺が急増してしまったという見解である。1986年（昭和61年）前後の時期の中野富士見中学いじめ自殺事件、1994年（平成6年）前後の時期の愛知県西尾市中学生いじめ自殺事件、2006年（平成18年）前後の時期に福岡中2いじめ自殺事件、2010年（平成22年）の桐生市小学生いじめ自殺事件を中心とするいじめによる自殺が繰り返し報じられ、2012年（平成24年）の滋賀県大津市の男子中学生の自殺報道（大津いじめ自殺事件）など心理的影響を受けた事によって自殺やいじめが増加した事から、自殺ガイドラインにそっていじめ自殺報道は控えるべきとする立場である。

## 人物

### 趣味嗜好
- 広島カープファン[26]。

## 著書

### 1980年代
- 『試験に強い子がひきつる本 偏差値40でも東大に入れる驚異の和田式受験法88』潮流出版 1986 「わが子を東大に導く勉強法」PHP文庫
- 『受験は要領 たとえば、数学は解かずに解答を暗記せよ』ごま書房(ゴマブックス)1987 のちPHP文庫
- 『受験勉強入門 何を、どこまで、どうやって覚えるか』ごま書房(ゴマブックス) 1988
- 『偏差値50から早慶を突破する法 秀才を逆転する“傾斜配分勉強術"』光文社(カッパ・ホームス) 1989「偏差値50から早慶突破」知恵の森文庫

### 1990年代
- 『受験本番に強くなる本 アガリ防止法から、迷ったときの解答術まで』ごま書房(ゴマブックス)1990 のちPHP文庫
- 『試験に出る参考書 志望大学・学部別 何を、どうつかえば、合格できるのか』光文社(カッパ・ホームス)1990
- 『赤本の使い方 行きたい大学に合格する“三段階活用術"』ごま書房(ゴマブックス)1990
- 『過保護な親が受験に強い子を作る 新時代の親と子の合格術』ベストセラーズ(ワニの本)1991
- 『受験計画の立て方 1日3時間の勉強で、志望校にラクラク合格』ごま書房 ゴマ・ブックス 1991
- 『数学は暗記だ センス・才能不要!この要領で得点力アップ』ごま書房(ゴマブックス)1991
- 『日東駒専を確実に突破する法 ドン底から逆転する「和田式受験術」』光文社(カッパ・ホームス) 1992
- 『和田式高2からの3S受験勉強法』学習研究社(新・受験勉強法シリーズ) 1993
- 『和田式書きなぐりノート合格法』学習研究社(和田秀樹の新・受験勉強法シリーズ) 1993
- 『新・受験は要領』ロングセラーズ 1994 のちPHP文庫
- 『シゾフレ日本人 若者たちを蝕む“自分がない"症候群』ロングセラーズ 1994 「「自分がない症候群」の恐怖」PHP文庫
- 『和田式現役合格バイブル 受験生活編』学習研究社(新・受験勉強法シリーズ) 1994
- 『早慶に出る英単語 どんどん長文が読める』光文社(カッパ・ブックス) 1995
- 『受験英語攻略法 和田式カリキュラム』学習研究社(和田秀樹の新・受験勉強法シリーズ) 1995
- 『受験に強くなる「自分」の作り方』ロングセラーズ 1995 のちPHP文庫
- 『それでも入りたい人のための早慶大完全合格マニュアル』ワニブックス 1996
- 『老人を殺すな! 老人専門総合病院の現場から警告する』ロングセラーズ 1996 「間違いだらけの老人医療と介護」講談社+α文庫)
- 『日本を蝕む精神病理 なぜ日本人は変わってしまったのか』 1996 (ワニの本)
- 『受験勉強は子どもを救う 最新の医学が解き明かす「勉強」の効用』河出書房新社 1996.9
- 『和田式攻略法センター数学1・A』学習研究社 1996.11 (新・受験勉強法シリーズ)
- 『新・受験技法 東大合格の極意』新評論 1997.3
- 『75歳現役社会論 老年医学をもとに』日本放送出版協会(NHKブックス) 1997
- 『和田式攻略法センター数学2・B』学習研究社(新・受験勉強法シリーズ) 1997
- 『ボケを恐れる前に読む本』ブックマン社 1998.1
- 『多重人格』講談社現代新書 1998
- 『早慶完全合格術 学部別徹底ガイド』ロングセラーズ 1998.3
- 『新・受験勉強入門 合格テクニック編』ブックマン社 1998.4
- 『新・受験勉強入門 徹底攻略編』ブックマン社 1998.4
- 『新・赤本の使い方』ロングセラーズ 1998.6
- 『まじめすぎる君たちへ』講談社 1998.9 のちPHP文庫
- 『「ちょっと不幸な私」を変える上手な甘え方』講談社 1999.2 のち新風舎文庫
- 『「こころ」が変われば景気がよくなる』朝日出版社 1999.3 「買う気にさせる心理学」小学館文庫
- 『受かる参考書はこれだ! 精選22冊・結果を出す使い方』ロングセラーズ 1999.5
- 『学力崩壊 「ゆとり教育」が子どもをダメにする』PHP研究所 1999.8 のち文庫
- 『親の自信が子供を救う! 学校崩壊から我が子を守る最終処方箋』河出書房新社 1999.9
- 『わがまま老後のすすめ』ちくま新書 1999
- 『受験基礎力をつける本』ロングセラーズ 1999.9
- 『<自己愛>の構造 「他者」を失った若者たち』1999 講談社選書メチエ

### 2000年
- 『大人のための勉強法』2000 PHP新書
- 『痛快!心理学 グローバル・スタンダード』集英社 2000.10 のち文庫
- 『女性が元気になる心理学 自分を知って元気に生きる50の処方箋』 2000 (PHP文庫)
- 『円満の心理学 「聴く力」のない人たちとどうつきあうか』ビジネス社 2000.12

### 2001年
- 『学力再建 わが子、そして日本の未来のために』PHP研究所 2001.1
- 『大人のための勉強法 パワーアップ編』2001 (PHP新書)
- 『親子円満の心理学 幼児から思春期までのわが子とどう向き合うか』ビジネス社 2001.4
- 『この勉強法で「ビジネス心理戦」を勝ち抜け!』アスキー 2001.5 のちワニ文庫
- 『子どものための勉強法 こころのお医者さんが教える』朝日出版社 2001.7
- 『マネジメント心理学 「大バカ」を即戦力に変える』ビジネス社 2001.8
- 『「頭のいい人」のしくみ』東京書籍 2001.8
- 『40歳から何をどう勉強するか』講談社 2001.8 のち講談社+α文庫
- 『子どもが育つ勉強法 お母さんだからできる』PHP研究所 2001.9 「勉強できる子のママがしていること」文庫
- 『明るい高齢社会への処方箋 老人医療の現場から』PHP研究所 2001.9
- 『頭をよくするちょっとした「習慣術」』祥伝社 2001.9 のち黄金文庫
- 『なぜ、あの人はあんなに無責任なのか 責任感の心理学』ダイヤモンド社 2001.9
- 『リーダーのための意思決定学』文春ネスコ 2001.10
- 『モノが売れない時代のバカ売れ心理学』幻冬舎 2001.11 のち文庫
- 『虐待の心理学 わが子を愛せない親の精神病理』ベストセラーズ 2001.11
- 『なぜ男はギャンブルに走り、女は占いにハマるのか 最新の精神分析学で解く、性差のメカニズム』青春出版社 2001
- 『幸せになる嫉妬不幸になる嫉妬 嫉妬の心理学』主婦の友社 2001.12
- 『苦手な人とつき合う心理技術 人間関係が上手になるテクニック』大和書房 2001.12
- 『他人の10倍仕事をこなす私の習慣 やる気があれば、誰でもできる!』PHP研究所 2001.12 のち文庫

### 2002年
- 『この差はなにか?勉強のできる人できない人 頭の問題か?やり方か?環境の問題?』中経出版 2002.2 のち文庫
- 『根っこの仕事術 何を知り、どう行動するか?』サンマーク出版 2002.3
- 『「甘え」の成熟 大人のための依存法』光文社 2002.3
- 『「ゆとり教育」から子どもをどう守るか』2002.3 (講談社+α文庫)
- 『<自己愛>と<依存>の精神分析 コフート心理学入門』2002.3 (PHP新書)
- 『30代から始める「頭」のいい勉強術』三笠書房 2002.4
- 『40歳からどう「積極人間」になるか』講談社 2002 「40歳から「脳」と「心」を活性化する」 (講談社+α文庫)
- 『Pビジネスのすすめ 心が読めれば仕事はうまくいく!』PHP研究所 2002.4
- 『大人のための試験に合格する法』日本経済新聞社 2002.4 のち文庫
- 『中学受験は親で勝つ わが子を合格させる50の必勝法』扶桑社 2002.6 のち文庫
- 『30代からのお金と時間の自己投資学』2002 (PHPエル新書) のち文庫
- 『人間音痴 なぜか他人の気持ちを逆なでする人への処方箋』祥伝社 2002 「人づきあいが楽になるちょっとした「習慣術」」黄金文庫)
- 『数学アタマのつくり方 仕事力がつく!』日本実業出版社 2002
- 『永田町「精神分析」報告 コイズミ、マキコ、ムネオ・・・ビョーキな人たち』2002 小学館文庫
- 『他人の10倍数字に強くなる私の習慣 やる気があれば、誰でもできる!』PHP研究所 2002.7
- 『痛快!超勉強学』集英社インターナショナル 2002
- 『なぜ、あの人は“人付き合い"が上手いのか 「人間関係」でもう悩まない心理学』ゴマブックス 2002.10
- 『子どもを伸ばす心理学 「頭のいい子」の親になる!』2002 (小学館文庫)
- 『他人に言い負かされないための心理学 “大人のケンカ"に強い人が生き残る』PHP研究所 2002.10 「大人のケンカ必勝法」文庫
- 『壊れた心をどう治すか』2002 (PHP新書)
- 『「ゆとり教育」から我が子を救う方法』東京書籍 2002.10
- 『公立小中高から東大に入る本 本当の学力が身につく勉強術』幻冬舎 2002.11 のち文庫
- 『「聞く力」のある人は仕事ができる!』三笠書房(知的生きかた文庫) 2002
- 『お金を3倍稼ぐ人の習慣術 実践版』青春出版社 2002.11
- 『和田秀樹の愛国者魂 日本の教育・医療・経済を救え』太陽企画出版 2002.11
- 『「勉強ができる人」から「仕事のできる人」へ 自信がよみがえる和田式仕事術』朝日新聞社 2002.11
- 『「本当にできる人」になる速効!必勝の勉強法』ぶんか社 2002
- 『うつ病の日本に効く薬 その症状と治療法』扶桑社 2002.12

### 2003年
- 『企業不祥事の心理学 ウソが許されない時代のリスク管理術』PHP研究所 2003.1
- 『試験に受かる人落ちる人 合格した人にはノウハウがあった』幻冬舎 2003.1 のち文庫
- 『試行力で仕事が10倍できる人になる!』アスキー・コミュニケーションズ 2003.2
- 『頭のいい大学四年間の生き方 勉強の差が恐いほどあなたの人生を左右する』中経出版 2003.3 のち文庫
- 『受験は要領 合格を勝ち取るために親がすべきこと 中学受験編』PHP研究所 2003.3 のち文庫
- 『なぜか「忙しい」「時間がない」が口ぐせの人へ 確実に結果が出る和田式超時間術76の要領』海竜社 2003.3
- 『「要領」のいい生き方を教えなさい』ポプラ社 2003.3
- 『和田式・センター試験突破マニュアル 新・受験勉強入門』ブックマン社 (大学受験合格請負シリーズ)
- 『心を病む人とのつきあい方 職場の部下・同僚、友人が「心の病」になったとき』二見書房 2003.4
- 『大人のためのスキマ時間勉強法』(PHPエル新書) のち文庫
- 『勝ち組、負け組を分けるちょっとした「習慣術」 うまくいかない時に開く手帳』祥伝社 2003.4
- 『仕事は"要領"! 和田式超ダントリ術で仕事のムダを一挙に解消』ベストセラーズ 2003.5
- 『嫉妬学 足を引っ張る"エンビー"嫉妬上を目指す"ジェラシー"嫉妬』日経BP社 2003.6
- 『40歳からのサバイバル心理学』講談社 2003.6
- 『弱みを見せられない社長のための本 ココロが楽になれば業績は伸びる』扶桑社 2003.6
- 『英語も要領 読める人、書ける人だけが上達する』幻冬舎 2003.6
- 『英会話は時間のムダ! 大人の英語は「読み書き勉強法」でうまくいく』ゴマブックス 2003.7
- 『子どもを勉強に向かわせる本 家庭からの学力向上プラン』小学館 2003.7
- 『成功する人の「甘え力」』集英社インターナショナル 2003.7
- 『50歳からの活力人生』講談社 2003.7
- 『要約力 仕事も勉強もポイントをつかめばうまくいく!』かんき出版 2003.7
- 『受験に強い子をつくる! わが子を「勝ち組」にするための必勝受験術』(ベスト新書)
- 『エリートの創造 和田秀樹の「競争的」教育論』阪急コミュニケーションズ 2003
- 『つかれる時代の元気がでる経済学』全日出版
- 『「勉強が大好きな子」に育てる本 学力を伸ばす17の法則』大和書房 2003.9 のち文庫
- 『理系発想で経済通になる本 「仮説」を立てれば「経済」は見えてくる』日本実業出版社 2003.9
- 『医者をめざす君たちへ 知っておかなければ損する「現実と未来」』PHP研究所 2003.9 のち文庫
- 『会社にいながら年収3000万を実現する 「10万円起業」で金持ちになる方法』祥伝社 2003.11 のち黄金文庫
- 『頭の引き出しが多い人の習慣 仕事も勉強も人間関係もぜんぶうまくいく人』あさ出版 2003.11
- 『大人のための文章法』(角川oneテーマ21)
- 『「英語脳」のつくり方』(中公新書ラクレ)
- 『凡才でも成功する!《和田式》「人間力」』三笠書房 2003.12
- 『和田秀樹の「大阪学」』ベストセラーズ 2003.12
- 『なぜか「できる人」の7つの疑問力 絶対にうまくいく和田式超思考術』海竜社 2003.12
- 『「あとでやろう」と考えて「いつまでも」しない人へ 「のろま」でなくなる仕事術』全日出版 2003.12
- 『「勝ち組女」の成功術』マガジンハウス 2003.12 「「勝ち組女」になる技術」PHP文庫
- 『キャリアアップ力 自分を高く売る仕事のスタイルを創造する!』すばる舎 2003.12
- 『自分を10倍高く売る人の小さな習慣』徳間書店 2003
- 『「図解」和田式・脳力倍増ノート 頭がみるみる良くなる!成績がぐんぐん上がる!仕事がどんどん進む!』PHP研究所

### 2004年
- 『和田秀樹のわかりやすい痴呆介護の基礎知識』オークラ出版 2004.1 「家族がボケる前に読む本」廣済堂あかつき (健康人新書)
- 『「稼げる能力」を磨く勉強術 転職で成功をつかんだ人たちが実践していた』青春出版社 2004.1
- 『他人より稼ぐ仕事術 こうすれば誰でも豊かになれる!』PHP研究所 2004.1
- 『和田式・脳のアップデート術』(PHPエル新書)
- 『ユダヤと華僑に学ぶお金持ちになる習慣術』ビジネス社 2004.2
- 『論理的な頭に変わる本 感情に走っては、人は理解しない』中経出版 2004.2
- 『雑学力 人より稼げるムダ知識の見つけ方』インプレス 2004.3
- 『小3までに「勉強グセ」をつける法 親の「教育力」次第で子どもの学力はいくらでも伸びる!』こう書房 2004.3 「9歳までに「勉強グセ」をつけなさい」マガジンハウス文庫
- 『「絶対基礎力」をつける勉強法 和田式合格カリキュラム 志望校完全突破!』瀬谷出版 2004.3
- 『入社1年で差をつける!「先攻逃げ切り」のテクニック』ベストセラーズ 2004.4
- 『和田式「算数・数学」徹底活用トレーニング』数研出版 2004.4
- 『和田式必ずトクする大学・学部の選び方 ワンランク上の大学合格!』小学館 2004.5
- 『パラサイト・ダブルならうまくいく!』PHP研究所 2004.6
- 『頭をよくする「仮説」の立て方 他人と違うことを考える人が生き残る』PHP研究所 2004.6
- 『「すすむ路」がなかなか決められない人へ 「決断のろま」克服術』全日出版 2004.6
- 『35歳からの玉の輿道』日本放送出版協会 2004
- 『心理学を知る事典』日本実業出版社 2004.8
- 『わが子を東大に入れる本 年収300万円家庭でもできる!』主婦の友社 2004.8
- 『数字で考えれば仕事がうまくいく』日本経済新聞社 2004.8
- 『休暇力 のんびりと年収を100万円アップする休み方』インプレス 2004.8
- 『ココロクリニカ お悩みすっきりカウンセリング』ソフトバンクパブリッシング 2004.8
- 『ビンボー脱出のルール 年収300万円から3000万円にする知恵』扶桑社 2004.8
- 『間違いだらけの中高一貫校選び』幻冬舎 2004.8
- 『〈疑う力〉の習慣術』(PHP新書)
- 『それでも医者になりたい君たちへ 名医が少ないいまこそチャンス!』PHP研究所 2004.9
- 『ビジネスマンのための心理学入門』(角川oneテーマ21)
- 『和田秀樹の英語脳力全開単語ドリル』アスク語学事業部
- 『最先端心理学による受験革命 モチベーションを上げつづける合格最適化テクニック45』学習研究社(新・受験勉強法シリーズ)
- 『和田秀樹の元気がでてくる健康学 ガマン型健康常識を疑え!』PHP
- 『基礎学力を身につける算数ドリル ゆとり教育に負けない!名門校の受験生に負けない!』PHP研究所 2004.10
- 『「感情コントロール」で自分を変える』新講社 2004.11 「「感情の整理」が上手い人下手な人」Wide shinsho)
- 『ユダヤに学ぶ世界最強の勉強法 わが子を億万長者に育てる方法』ビジネス社 2004.11
- 『毎朝10分!和田秀樹の全脳トレーニング』実業之日本社
- 『自分のことを「傷つきやすい」と感じている人へ 「イヤなこと」が消える60の処方』全日出版 2004.12
- 『お金をかけずに必ず中高一貫校に合格する本』主婦と生活社 2004.12

### 2005年
- 『幸せと成功をつかむ人は3日会えばわかる』新講社 2005.1 「「大切な人」との出会いは3回目が勝負!」2010.11
- 『学校に頼らない和田式・中高一貫カリキュラム 東大・京大・医学部を目指す6年一貫校の中学生へ』新評論 2005.1
- 『お金とツキが転がり込む習慣術 「運のいい人」には理由がある』祥伝社 2005.2 「お金とツキを呼ぶちょっとした「習慣術」」黄金文庫)
- 『私の愛国教育論 日本国民の富と誇りを守るために』PHP研究所 2005.3
- 『能力を高める受験勉強の技術』 (講談社現代新書)
- 『仕事が10倍ラクにこなせる心理術』(サンマーク文庫)
- 『和田式高2からの受験術』学習研究社(新・受験勉強法シリーズ)
- 『「今日がダメでも、明日うまくいく人」の考え方』新講社 2005.4
- 『「負け組女」の逆転勝利術』マガジンハウス
- 『ニート脱出 不安なままでもまずやれる事とは』扶桑社 2005.4
- 『マザコン男は買いである』(祥伝社新書)
- 『バカの人 その傾向と対策』全日出版 2005.5
- 『勉強できる子のママがささやく魔法の言葉 12才までの子の学力を高める話し方』PHP研究所 2005.6 「「勉強できる子」のママの口ぐせ」文庫)
- 『「1+1=10」を実現する仕事術』三笠書房(知的生きかた文庫)
- 『人は見かけで決まる 頭を良く見せるための心理学』PHP研究所 2005.7
- 『今日から「バッサリ」明日からスッキリ! 自分を変えたいあなたへ、50のおいしい話』G.B. 2005.8
- 『いいことを考えると「いいことが起こる」心理学』新講社 2005.8 「なぜ、いいことを考えると「いいことが起こる」のか」(Wide shinsho)
- 『不老の方程式 長生き偏差値アップのための集中講義』文藝春秋 2005.8 「医療のからくり」文庫)
- 『大人のための読書法』(角川oneテーマ21)
- 『「図解」大人のケンカ必勝法 論争・心理戦に絶対負けないテクニック』PHP研究所 2005.9
- 『「見せかけ」からはじめる速効ステップアップ仕事術』(ぶんか社文庫)
- 『やさしいそろばん入門 「脳力」がぐんぐん伸びる!』瀬谷出版 2005.9
- 『失敗に効く本 挫けた心のサプリメント 和田秀樹のビジネス心理学教室』創己塾出版 2005.10
- 『「お金が集まる人」の心理学』新講社 2005.10
- 『勝ち抜く力をつける勉強法 子どもを路頭に迷わせないために』三修社 2005.11
- 『30代で頭をよくする一番いい方法』三笠書房(知的生きかた文庫)
- 『お客様の心を動かす心理学 和田秀樹のビジネス心理学教室』創己塾出版 2005.11
- 『子どもを理科系好きにする本』新講社 2005.12 「わが子を理科系に育てる本」(Wide shinsho)
- 『受験は要領 偏差値秀才をゴボウ抜き!難関大学への合格続々! 特別図解編』PHP研究所 2005.12
- 『和田秀樹が20代でやったすべてのこと』海竜社 2005.12

### 2006年
- 『「自分を変えたい」人の心理学』新講社 2006.1 「自分を肯定すれば必ず!「いい結果」がついてくる」(Wide shinsho)
- 『30歳からの10倍差がつく勉強法 「現代型頭のよさ」を目指せ』PHP 2006.1 のち文庫、「〈和田式〉大人のためのハイスピード勉強法」
- 『あなたのココロが、きっと元気になってくれる34のアドバイス』実業之日本社 2006.2
- 『一瞬で空気を変えるバカ』ビジネス社 2006.2
- 『医者になろうとしている君たちへ 憧れの世界のウソとマコト』PHP研究所 2006.3
- 『ナマケモノお父さんの勉強術』新講社 2006.3
- 『「図解」勉強できる子のママがしていること 12才までの家庭教育マニュアル』PHP研究所 2006
- 『あなたはシゾフレ人間かメランコ人間か』新講社 2006.4 「日本人には「2つの性格」しかない」2010.9
- 『アイデア脳の磨き方! 東大では教えてくれない勉強法 ちょっとした習慣でたちまち差がつく』青春出版社 2006.4
- 『なぜか「いいことがいっぱい」舞いおりる心理学 ふんわり生きて幸せをつかむレシピ』新講社 2006.5 「自分をほめると「願い」がかなう心理学」(Wide shinsho)
- 『神話崩壊 やさしくなった東大合格』文藝春秋 2006.5
- 『上手に「グズ」を捨てる本』新講社 2006.6 「「グズ」の習慣が直る本」(Wide shinsho)
- 『なぜ、あの人は「人づき合い」がうまいのか』(成美文庫)
- 『教育格差 親の意識が子供の命運を決める』PHP研究所 2006.7
- 『脳内リフレッシュ』新講社 2006.8 「脳さえ元気なら人生なんでもできる」(Wide shinsho)
- 『「すぐれた考え方」入門』三笠書房(知的生きかた文庫)
- 『大人のための健康法』(角川oneテーマ21)
- 『上流に昇れる人、下流に落ちる人』幻冬舎 2006.8
- 『「周りがチャンスをくれる人」はこんな人!』新講社 2006.9 「「運をひらく」のが上手い人下手な人」(Wide shinsho)
- 『「新中流」の誕生 ポスト階層分化社会を探る』(中公新書ラクレ)
- 『職場ストレスが消えるノート』新講社 2006 「「ストレスの整理」が上手い人下手な人」(Wide shinsho)
- 『受験エリートがビジネスエリートになる 格差社会を勝ち抜く「超」勉強法』東洋経済新報社 2006.11
- 『人は「感情」から老化する 前頭葉の若さを保つ習慣術』(祥伝社新書)
- 『バカとは何か』(幻冬舎新書)
- 『あなたは、絶対幸運をつかめる!心理学』新講社 2006.12
- 『自分の考えを「5分でまとめ」「3分で伝える」技術』新講社 2006.12 のち新書
- 『「のろま」な自分を変える本』ぜんにち出版 2006.12

### 2007年
- 『文系のための使える理系思考術 数字が苦手でも大丈夫!』PHP研究所 2007.1
- 『合格する大学受験計画』三笠書房(知的生きかた文庫)
- 『定年後すぐボケる人かえって若返る人 「ときめき脳」が老化を防ぐ!』大和書房 2007.2
- 『「図解」大人のスキマ時間勉強法 速く、楽しく、勉強を続けるテクニック』PHP研究所 2007.2
- 『頭がよくなる「仮説力」のススメ』アスコム 2007.2
- 『「現役年齢」をのばす技術』(PHP新書)
- 『玄関・入り口をきれいにすれば運が入り込む』新講社 2007.3
- 『頭がよくなる大人のための超「勉強法」』アスコム 2007.3
- 『受験勉強は役に立つ』(朝日新書)
- 『わが子を医者にする方法 医学部合格までとその後の最新事情』アスキー 2007.4
- 『すぐ結論を出せる考える技術・話す技術』新講社 2007.5 「深く考え、すぐ動け」(Wide shinsho)
- 『「いい人」でも人生に失敗しない方法』PHP研究所 2007.6
- 『この国を思えばこそ、覚悟を決めて言っておきたい 和田秀樹の日本をよくする23の大胆提言』グラフ社 2007.6
- 『「判断力」の磨き方 常に冷静かつ客観的な選択をする技術』(PHPビジネス新書)
- 『すぐ結果が出る「15分」活用法』新講社 2007.7
- 『新・学問のすすめ』中経出版 2007.7
- 『頭のいい人の「質問力」と「返事力」』新講社 2007.8 「「質問力」で勝つ!」(Wide shinsho)
- 『少子化対策が日本をダメにする』グラフ社 2007.8
- 『国語力をつける勉強法』東京書籍 2007.8
- 『3分で「人間関係がよくなる」技術』新講社 2007.9 のち新書
- 『和田秀樹の憲法改正論』原書房 2007.8
- 『「か弱き、純真な子ども」という神話』(中公新書ラクレ)
- 『心の習慣ひとつでお金が集まる人になる』新講社 (Wide shinsho)
- 『10倍賢く見せる技術』PHP研究所 2007.9
- 『3分で「モチベーションを高める」技術』新講社 2007.10 「「強いモチベーション」を生みだすプロの方法」(Wide shinsho)
- 『「うつかな」と思ったらまず読む本 「つらい気持ち」をらくにする70のヒント』海竜社 2007.10
- 『中学生の正しい勉強法 だれでも必ず伸びる!』瀬谷出版
- 『「場の空気」を読むのが上手な人下手な人』新講社 2007.12

### 2008年
- 『おカネになる文章が書ける』新講社 2008.1 「「金のとれる文章」を書く技術」(Wide shinsho)
- 『精神科医は信用できるか 「心のかかりつけ医」の見つけ方』(祥伝社新書)
- 『日本人はなぜ嘘つきになったのか』青春出版社 (青春新書インテリジェンス)
- 『子どもは公立に預けるな!』(ソフトバンク新書)
- 『「自分の値段」をどう高めるか』新講社 2008.3 「自分を高い値段で売りたければ、いまの会社は絶対に辞めるな」(Wide shinsho)
- 『40代からの勉強法 やる気・集中力をどう高めるか』PHP 2008.3
- 『受験のシンデレラ』(小学館文庫)
- 『医学部合格の極意 新・受験技法』新評論 2008.3
- 『いつまでも若さを保つ生き方 心と脳を活かすアンチエイジング習慣術』PHP研究所 2008.3
- 『おカネになる「企画力」』新講社 2008.4
- 『困った老人と上手につきあう方法』(宝島社新書) のち文庫
- 『「寝る前30分」で人生が変わる』新講社 2008.5
- 『小学生の子を持つママが知っておくべきこと 和田秀樹の親塾』PHP研究所 2008
- 『「まじめ」で「不器用」な自分を誇りなさい』新講社 2008 「結局、まじめ」な人が一番強い!」 (Wide shinsho)
- 『和田秀樹の"最終最強"知的生産術 趣味・教養を「武器」に変える』毎日新聞社 2008.6
- 『必ず!「プラス思考」になる7つの法則』新講社(Wide shinsho)
- 『人はなぜ「感情で動く」のか』新講社 2008.7
- 『感情暴走社会 「心のムラ」と上手につきあう』(祥伝社新書)
- 『意欲格差』中経出版 2008.8
- 『和田式超情報整理術』新講社 2008.8
- 『コツコツ勉強するコツ86』幻冬舎 2008.9
- 『努力脳の育てかた 「勉強好きな脳」は低学年で決まる!』学習研究社 2008.10
- 『感情をコントロールして人生をプラスに変える! 和田秀樹の元気になる心理学 人は、なぜ動揺するのか?』辰巳出版
- 『「こころのピンチ」を救うシンプルな考え方』新講社 2008.11
- 『和田検数学問題集 高校受験』小学館 2008.11
- 『「産経抄」で学ぶ国語力が急上昇する聞き書きトレーニング』産経新聞出版 2008.12
- 『受験に強い子のパパがしていること』PHP研究所 2008.12
- 『小学生のウルトラ勉強法 やり方を変えれば成績は上がる!』PHP研究所 2008.12

### 2009年
- 『「できる」と思えば「必ずできる!」心理学』新講社 「「できる!」と強く信じればあなたは9割成功している」 (Wide shinsho)
- 『まじめの崩壊』(ちくま新書)
- 『塾に行かずに東大に受かる勉強法』PHP研究所 2009.2
- 『子供を伸ばす教育現場 未知なる才能を引き出すヒント』PHP研究所 2009.2
- 『「人を動かす」心理学 新マネジメント論』毎日新聞社 2009.2
- 『使える脳頭をよくする11の技術 「快体験」がやる気あふれる自分をつくる』 (日文新書)
- 『「幸せに老いたい人」の心理学』新講社
- 『「悩みグセ」をやめる9つの習慣』大和書房 2009.3
- 『新学歴社会と日本』(中公新書ラクレ)
- 『「すぐ動こう」動けば必ず答が出る!』新講社 2009.4
- 『競争力』(ベスト新書)
- 『人生の軌道修正』(新潮新書)
- 『やっぱり医者になりたい君たちへ 逆境の時代にこそチャンスがある!』PHP研究所 2009.6
- 『富裕層が日本をダメにした! 「金持ちの嘘」に騙されるな』(宝島社新書)
- 『「合格できる」頭のいい勉強法』新講社(Wide shinsho)
- 『1分間をムダにしない技術』(PHP新書)
- 『困った時、迷った時の1分間思考』新講社 2009.7
- 『エビデンス主義 統計数値から常識のウソを見抜く』(角川SSC新書)
- 『一生賢くなる50歳からのタクティクス勉強法』青志社 2009.7
- 『頭をよくする「使える100冊」』PHP研究所 2009.8
- 『5分から始まる-「時は金なり」式時間活用』新講社 2009.9
- 『「反貧困」の勉強法 受験勉強は人生の基礎学力』(講談社+α新書)
- 『「あれこれ考えて動けない」をやめる9つの習慣』大和書房 2009.12
- 『30代から「格差」を逆転できる思考法』(講談社+α新書

### 2010年
- 『「争わない」生き方』新講社 2010.1
- 『「感情の整理」が上手い人の70の技術』新講社 2010.2
- 『和田式勉強のやる気をつくる本 やれない自分を変えるちょっとしたアイデア75』学研教育出版 2010.2
- 『「怒り」の正体 精神医学からみた「怒り」の構造とその制御について』バジリコ 2010.3
- 『「心が強い子」は母親で決まる!』三笠書房(知的生きかた文庫)
- 『なぜ若者はトイレで「ひとりランチ」をするのか』祥伝社 『スクールカーストの闇 なぜ若者は便所飯をするのか』黄金文庫
- 『感情をコントロールする力 「怒り」「不安」「ストレス」を溜めない習慣』PHP研究所 2010.7
- 『東大生は「頭の中」をどう整理しているか』新講社 2010
- 『「気持ちの整理」ができる人できない人』新講社 2010.8
- 『テレビの大罪』(新潮新書)
- 『公立高校の東大合格力を高める本』ミネルヴァ書房 2010.10
- 『上司を思いのままに使いこなす本 タイプ別心理のツボを押さえる!』新講社 2010.11

### 2011年
- 『脳科学より心理学』ディスカヴァー・トゥエンティワン 2011.4
- 『男も更年期で老化する』小学館101新書 2011.6
- 『気持ちの整理ができる人できない人』新講社 2011.11
- 『新・受験技法 医学部合格の極意[私立編]』新評論 2011.11
- 『和田式受験英語攻略法』学研教育出版(新受験勉強法シリーズ)
- 『精神科医が診た「外交敗戦」』光文社 2011
- 『精神科医が本気で考えた「幸福感」の育て方』新講社 2011
- 『自分を幸福にする競争、不幸にする競争 正しい「競争」の楽しみ方』バジリコ 2011
- 『ビジネスマンが読む子どもが勝ち組になる本』三笠書房 2011
- 『「こころのピンチ」に強い人弱い人 本当にこまったときの「感情整理術」』新講社(Wide shinsho)
- 『グズは必ず治せる なかなか行動を起こせない人へ』PHPエディターズ・グループ 2011
- 『「感情的」にならない技術』新講社 2011
- 『人とのコミュニケーションが上手い人下手な人』新講社 2011
- 『中学受験合格家庭の法則Q&A 頭のいい子をつくる50カ条』清流出版
- 『ケータイ犯罪からわが子を守る!』潮出版社 2011
- 『「動こう!」動けば必ず結果が出る』新講社 (Wide shinsho)
- 『ほめるとき、叱るとき、諭すとき、最強の子育て思考法』創英社 2011
- 『頭がいい人悪い人のダイエット』新講社 2011
- 『震災トラウマ』ベスト新書
- 『「寝る前の30分」が自分を変える! 朝から気持ちよくスタートダッシュするための習慣』新講社(Wide shinsho)
- 『偏差値50から英語を伸ばす勉強法 和田式合格カリキュラム』瀬谷出版 2011
- 『乗り越える力』幻冬舎 2011
- 『「がまん」するから老化する』PHP新書
- 『人生の9割は40代で決まる』中経出版 2011
- 『「まじめな人」ほど老化する』PHP文庫
- 『「思考の老化」をどう防ぐか』PHP新書
- 『日本人に合った「こころの健康法」』新講社 2011
- 『"捨てる"勉強法 ビジネス戦国時代に勝つ!』PHPビジネス新書
- 『「がまんをしない人」は病気にならない』PHPエディターズ・グループ 2011
- 『大切なところで迷わない「1分間決断力」』新講社(Wide shinsho)
- 『人生で一番大切な20代の生き方』中経出版 2011
- 『考え込まないまず「スタート」する』新講社 2011
- 『あなたはもっと怒っていい』新講社 2011
- 『男も更年期で老化する』小学館101新書
- 『和田秀樹式子どもが正しく育つ親の教科書 悩み多き母親に伝える「子育て不安」解消法』技術評論社(ぐっと身近に人がわかる)

### 2012年
- 『40歳からの記憶術』ディスカヴァー・トゥエンティワン 2012.1
- 『悩み方の作法』ディスカヴァー・トゥエンティワン 2012.8
- 『「脳の手入れ」が上手い人下手な人』新講社 2012
- 『ついつい「いい顔してしまう」をやめる9つの習慣』大和書房 2012
- 『知力の鍛え方 バカにならないための思考トレーニング』海竜社 2012
- 『人生を狂わせずに親の「老い」とつき合う 「介護崩壊」時代に親子の絆を守る』講談社+α新書
- 『「わたし」の人生(みち) 我が命のタンゴ』集英社文庫（小説）
- 『テレビの金持ち目線 「生活保護」を叩いて得をするのは誰か』ベスト新書
- 『定年後の勉強法』ちくま新書
- 『感情革命』新講社
- 『あなたの健康法はカラダに悪い』マガジンハウス 2012
- 『困ったときは人に頼ろう 「ヘルプのサイン」が出せる人・出せない人』新講社 2012
- 『心と向き合う臨床心理学 心理学』朝日新聞出版 2012 (朝日おとなの学びなおし!)
- 『10年後も食える人1年後すら食えない人』青春出版社 2012
- 『老人性うつ 気づかれない心の病』(PHP新書
- 『なぜあの人の意見が通るのか』PHPビジネス新書
- 『経営者の大罪 なぜ日本経済が活性化しないのか』祥伝社新書
- 『精神科医和田秀樹の「自尊死」のすすめ 患者よ!医者を信じるな』アーク出版 2012
- 『心理学を知らずに仕事と人生を語るな!』PHP研究所 2012
- 『テレビに破壊される脳』徳間書店 2012
- 『ウツっぽい子をやる気にする9つの方法』幻冬舎 2012
- 『自分を成長させる「ストロングポイント」のつくり方』新講社 2012
- 『幸せな女の子の育て方 8歳までに知っておきたい!』学研パブリッシング 2012
- 『私、つい「他人の目」を気にしてしまいます。"自意識過剰"から抜け出す8つのヒント』大和出版 2012
- 『「一瞬でいい空気になる」話し方』新講社 2012
- 『なぜ数学が得意な人がエグゼクティブになるのか』毎日新聞社 2012
- 『今考える親のためにできることできないこと あなたは親不孝ではありません。』主婦の友社 2012
- 『東大秋入学の落とし穴』小学館101新書

### 2013年
- 『精神科医が選んだ「心が元気になる言葉」』新講社 2013
- 『できる大人の勉強法大全』ロングセラーズ 2013
- 『45歳を過ぎたら「がまん」しないほうがいい 「思秋期」の生き方』大和書房 2013
- 『「ひとりっ子」の育て方 7歳までに知っておきたい!』学研パブリッシング 2013
- 『「つらいことから逃げない」生き方』新講社 2013
- 『勉強ができる子に育つお母さんの習慣』PHPエディターズ・グループ 2013
- 『「くじけない人」の生き方』新講社 2013
- 『「依存症」社会』祥伝社新書
- 『「やりたくない!」が心からみるみる消える47の習慣術 「面倒くさい!」が出なくなる仕事と生活のコツ』パブラボ
- 『いじめは「犯罪」である。体罰は「暴力」である。』潮出版社 2013
- 『医学部の大罪』ディスカヴァー携書
- 『「コミュ力」がつく話す技術 だれとでも話せるようになる!』新講社 (WIDE SHINSHO)
- 『感情から老化していく人いつまでも感情が若い人 そのしぐさ・言動が「老化のサイン」です!』さくら舎 2013
- 『なぜか「安心して話せる人」の共通点』新講社 2013
- 『「頑張れる子」の育て方 12歳までが成功のカギ!』学研パブリッシング 2013
- 『自分を「認めさせる」技術』新講社 2013
- 『東大の大罪』朝日新書
- 『うつ病は軽症のうちに治す!』PHP研究所 2013

### 2014年
- 『医者よ、老人を殺すな!』ロングセラーズ 2014
- 『決断の心理学 歴史が語る40の深層』小学館 2014
- 『世界一騙されやすい日本人 演技性パーソナリティ時代の到来』ブックマン社 2014
- 『子どもの一生を決める失敗しない中学受験入門』KADOKAWA 2014
- 『スマホで馬鹿になる 子どもを壊す依存症の恐怖』時事通信出版局 2014
- 『比べてわかる!フロイトとアドラーの心理学』青春出版社(青春新書INTELLIGENCE)

### 2015年
- 『だから医者は薬を飲まない』SB新書
- 『自分が「自分」でいられるコフート心理学入門』青春出版社(青春新書INTELLIGENCE
- 『精神科医が語る熱狂の広島カープ論』文芸社 2015
- 『人生は「どうなるんだろう」でなく「どうなりたいか」だ』新講社 2015
- 『孤独と上手につきあう9つの習慣』大和書房 2015
- 『焦らなくなる本 生きるのがラクになる』新講社 2015
- 『英会話は時間のムダ! 大人の英語は「読み書き勉強法」でうまくいく』ゴマブックス 2015
- 『溜め込まない技術 嫌な感情・人間関係・仕事 「フロー人間」のススメ』大和出版 2015
- 『だから、これまでの健康・医学常識を疑え!』ワックWAC BUNKO ; B-225)
- 『働きながら、親をみる 自分の人生をあきらめない介護』PHP研究所 2015
- 『アドラーと精神分析』アルテ 2015
- 『もしも精神科医が営業マンだったら 営業のための実践的心理学』バジリコ 2015
- 『人と比べない生き方 劣等感を力に変える処方箋』SB新書
- 『今の仕事だけでいいのですか?人生を「多重化」するすすめ』ロングセラーズ

### 2016年
- 『アドラー流「自分から勉強する子」の親の言葉』大和書房
- 『医学部にとにかく受かるための「要領」がわかる本 合格率7%の中にどうくいこむか』PHP研究所
- 『いつも笑顔でいられる楽々、感情コントロール』文芸社
- 『「おめでたい人」の思考は現実化する』小学館新書
- 『感情を上手に解き放つ技術』新星出版社
- 『「感情に振りまわされない人」の脳の使い方』KADOKAWA
- 『学者は平気でウソをつく』新潮新書
- 『「我慢する」がなくなる本 なぜ、「ガマン強い人」はまわりから同情されないのか?』ぱる出版
- 『この国の冷たさの正体 一億総「自己責任」時代を生き抜く』朝日新書
- 『五〇歳からの勉強法』ディスカヴァー携書
- 『仕事・お金・人間関係「あ～、困った!」と思ったら読む本』学研プラス
- 『思秋期 感情的な人ほど早く老いる!?』ブックマン社
- 『自分を「平気で盛る」人の正体』SB新書
- 『自分だけはいつも「自分の味方」 マイペースの力』新講社 WIDE SHINSHO
- 『受験のシンデレラDVDブック 中学レベルから東大合格を叶える方法 映画版』ブックマン社
- 『「すぐ動く人」は悩まない! 悩み方で人生は変わる。悩みを切り上げて、動く人になるヒント。』海竜社
- 『すごい成果が出したいなら仕事の9割は断っていい!』リンダパブリッシャーズ
- 『図解感情的にならない気持ちの整理術』ディスカヴァー・トゥエンティワン
- 『精神科医が教える自分のままで幸せになる恋愛術』海竜社
- 『「正しさ」にふりまわされないコツ』朝日新聞出版
- 『どうでもいい小さなことで不機嫌にならない本』PHPエディターズ・グループ
- 『なぜあの人は言いたいことを言っても好かれるのか?』KADOKAWA
- 『「なぜ、自分だけが」から抜け出す本』新講社
- 『引きずらないコツ 切り替え上手は「ポジティブ」思考に頼らない』青春新書PLAY BOOKS
- 『不安にならない技術』宝島社
- 『身近な人がうつかなと思ったら読む本』小学館
- 『「もう怒らない」ための本』アスコム

### 2017年
- 『「あとでやろう」と考えて「いつまでも」しない人へ 「のろま」でなくなる仕事術』ゴマブックス
- 『「怒り」を活かす人、「怒り」に振り回される人』海竜社
- 『「異情」な人々』フォレスト出版
- 『感情的にならない練習帖』宝島社
- 『「高齢者差別」この愚かな社会 虐げられる「高齢者」にならないために』詩想社新書
- 『この国の息苦しさの正体 感情支配社会を生き抜く』朝日新書
- 『仕事がツライ時の感情の整理法』WAVE出版
- 『自信がなくても幸せになれる心理学 世界一優しい精神科医、コフートの人間関係講座』PHP研究所
- 『受験学力』集英社新書
- 『図解40代からのアンチエイジング28の方法 こころと体の常識-「ウソと誤解」を明らかにする!』PHP研究所
- 『「損」を恐れるから失敗する』PHP新書
- 『「東大に入る子」は5歳で決まる "根拠ある自信"を育てる幼児教育』小学館
- 『勉強したくなった人のための大人の「独学」法』大和書房
- 『私の保守宣言』ワック WAC BUNKO

### 2018年
- 『図解版なぜ、あの人は"人付き合い"が上手いのか 「人間関係」でもう悩まない心理学』ゴマブックス, 2018.1
- 『「いいこと」を引き寄せる法則』 (WIDE SHINSHO 新講社, 2018.1
- 『感情バカ 人に愚かな判断をさせる意識・無意識のメカニズム』幻冬舎新書 2018.1
- 『40歳から始める「脳の老化」を防ぐ習慣』ディスカヴァー携書 2018.2
- 『バカの人 その傾向と対策』ゴマブックス, 2018.2
- 『親のための受験の教科書 親が受験を知らないと子どもは不幸になる』ぴあ, 2018.3
- 『「こうあるべき」をやめなさい いまある悩みがさっと消える」9つの思考パターン』大和書房, 2018.4
- 『困った老人のトリセツ』宝島社新書 2018.4
- 『精神科医が教えるすごい勉強法』総合法令出版, 2018.4
- 『感情的な人に負けない本 いつも機嫌よく』 (WIDE SHINSHO) 新講社, 2018.4
- 『自分のことを「傷つきやすい」と感じている人へ 「イヤなこと」が消える60の処方』ゴマブックス, 2018.4
- 『「東大に入る子」の作り方 5歳までは"詰め込み"が善』幻冬舎, 2018.5
- 『ほめ言葉の力 叱っても人は動かない』 (WIDE SHINSHO) 新講社, 2018.5
- 『図解不安に負けない気持ちの整理術』ディスカヴァー・トゥエンティワン, 2018.5
- 『超長寿時代を生き抜く「多重人生」のススメ』文芸社文庫 2018.6
- 『自分が高齢になるということ』 (WIDE SHINSHO) 新講社, 2018.6
- 『人生が変わる!頭の引き出しを増やす習慣』海竜社, 2018.6
- 『「すすむ路」がなかなか決められない人へ 「決断のろま」克服術』ゴマブックス, 2018.7
- 『病院のやめどき 「医療の自己決定」で快適人生』朝日新書 2018.9
- 『年代別医学的に正しい生き方 人生の未来予測図』講談社現代新書 2018.10
- 『スマホが起こす「自分病」って何?』 (WIDE SHINSHO 新講社, 2018.10
- 『先生!親がボケたみたいなんですけど…… 「老年精神医学」が教える認知症との付き合い方』祥伝社, 2018.11
- 『60歳からの勉強法 定年後を充実させる勉強しない勉強のすすめ』SB新書 2018.11
- 『自分を信じるということ ありのままで生きる』マガジンハウス, 2018.11
- 『もうちょっと「楽」に生きてみないか』 (WIDE SHINSHO) 新講社, 2018.12

### 2019年
- 『大人の感情コントロール : どんな相手とでもうまくいく!』 (WIDE SHINSHO) 新講社, 2019.1
- 『つかず離れずいい関係 人との「ほどよい距離」がわかる本』 (WIDE SHINSHO) 新講社, 2019.2
- 『公立・私立中堅校から東大に入る本』大和書房, 2019.3
- 『「感情の老化」を防ぐ本』朝日新聞出版, 2019.3
- 『「人生100年」老年格差 超高齢社会の生き抜き方』詩想社新書 2019.4
- 『受験に勝つ!和田式自分のやる気をつくる本』海竜社, 2019.4
- 『脳のため光を浴びよ肉を食べよう』 (WIDE SHINSHO) 新講社, 2019.4
- 『「脳が老化」する前に知っておきたいこと 老年精神科医が教える』青春新書INTELLIGENCE 青春出版社, 2019.6
- 『甘える勇気 もっと楽に生きられる』 (WIDE SHINSHO) 新講社, 2019.7
- 『自分から勉強する子の育て方 塾まかせが子どもをつぶす』大和書房, 2019.9
- 『上機嫌な自分でいるコツ』 (WIDE SHINSHO) 新講社, 2019.9
- 『発達障害の子どもが自己肯定感を高める最強の勉強法』日本能率協会マネジメントセンター, 2019.11
- 『灘校物語』サイゾー, 2019.12
- 『「楽しむ力」が心の免疫力を高める』 (WIDE SHINSHO) 新講社, 2019.12

### 2020年
- 『高齢になっても脳を健康に保つ特効薬』かや書房
- 『感情的にならない本 不機嫌な人は幼稚に見える』PHP研究所
- 『受験で子どもを伸ばす親、つぶす親 知らないうちに「教育虐待」をしていませんか？』ディスカヴァー・トゥエンティワン
- 『つかず離れず婚 定年世代の新しい生き方』池田書店
- 『ひとりでも幸せに生きる 自分がひとりになるということ』新講社
- 『「ボケたくない」という病 知識ゼロからの認知症入門』世界文化社
- 『自分は自分人は人 争わない「生き方」』三笠書房
- 『会社に行きたくない。さて、どうする？ サラリーマン・引きこもりたくなる深層心理とその対処法』クロスメディア・パブリッシング
- 『インプットの効率を上げる勉強術100の法則 記憶の定着を意識すると勉強の成果が変わる!』日本能率協会マネジメントセンター
- 『幸せな女の子の育て方 8歳までに知っておきたい! 決定版』学研プラス
- 『心の強い男の子の育て方 10歳までに知っておきたい！ 決定版』学研プラス
- 『人生後半は好きに生きてみないか』新講社
- 『六十代と七十代心と体の整え方 良く生きるために読む高年世代の生活学』バジリコ
- 『「頑張れる子」の育て方 自信・やる気・集中力 自分の力で成功に近づく!』学研プラス
- 『「心が強い子」は母親で決まる! 「勉強ができる」「できない」は、母親しだい!』三笠書房
- 『老後は要領 孤立しないで自立する』幻冬舎
- 『「コロナうつ」かな？ そのブルーを鬱にしないで』ワック
- 『こんなに怖いコロナウィルス心の病』かや書房
- 『東大医学部 本物の「成功者」はどこにいる？ 偏差値トップの超エリートコースを歩むのはどんな子どもで、どういう人生を送るのか？』ブックマン社
- 『バカという生き方 こころがすーっと軽くなる 正解のない世界を楽しむチカラ』実務教育出版
- 『不安が軽くなる本 明るい気持ちになる!』新講社
- 『感情的にならない話し方 人間関係でもう失敗しない!』三笠書房
- 『感情の整理学』エクスナレッジ
- 『もうちょっとだけ「自由に」生きてみないか』新講社
- 『不安に負けない気持ちの整理術 ハンディ版』ディスカヴァー・トゥエンティワン

### 2021年
- 『結局、まじめな人が一番強い！ この性格は一生の財産！』三笠書房〈知的生きかた文庫〉、2021年1月。ISBN 978-4-8379-8701-7。
- 『自分に「イエス！」といえる本』新講社〈ワイド新書〉、2021年1月。ISBN 978-4-86081-604-9。
- 『みんなに好かれなくていい』小学館〈小学館YouthBooks〉、2021年4月。ISBN 978-4-09-227282-8。
- 『孤独と上手につきあう9つの習慣』大和書房〈だいわ文庫〉、2021年4月。ISBN 978-4-479-30863-8。
- 『60代から心と体がラクになる生き方 老いの不安を消し去るヒント』朝日新聞出版〈朝日新書〉、2021年4月。ISBN 978-4-02-295117-5。
- 『もうまわりにふり回されない!「1分間決断力」』三笠書房〈知的生きかた文庫〉、2021年5月。ISBN 978-4-8379-8720-8。
- 『ストレスの9割は「脳の錯覚」 思考グセに気づけば、もっとラクに生きられる』青春出版社〈青春新書INTELLIGENCE〉、2021年6月。ISBN 978-4-413-04621-3。
- 『70歳が老化の分かれ道 若さを持続する人、一気に衰える人の違い』詩想社〈詩想社新書〉、2021年6月。ISBN 978-4-908170-31-7。
- 『運転免許認知機能検査過去問題集直前集中学習版 シニアドライバーを応援するワンコイン受検対策ドリル』メディアックス〈メディアックスMOOK〉、2021年6月。ISBN 978-4-86674-304-2。監修。
- 『コロナの副作用! これから怖い』ビジネス社、2021年7月。ISBN 978-4-8284-2310-4。
- 70歳が老化の分かれ道

### 2022年
- 『精神科医が教える一喜一憂しない生き方』三笠書房, 2022.2
- 『40歳から一気に老化する人、しない人 足りないものを足す健康法のすすめ』 (プレジデントムック) プレジデント社, 2022.2
- 『名門塾はあなたの子供をダメにする! 付属校にも入れてはいけない』ビジネス社, 2022.3
- 『70歳からの老けない生き方』リベラル社, 2022.3
- 『80歳の壁』幻冬舎新書 2022.3
- 『70代で死ぬ人、80代でも元気な人』マガジンハウス新書 2022.3
- 『プラグマティック精神療法のすすめ 患者にとっていい精神科医とは』金剛出版, 2022.4
- 『テレビの重罪』宝島社新書 2022.5
- 『マスクを外す日のために 今から始める、ウィズコロナの健やかな生き方』幻冬舎新書 2022.5
- 『なぜか人生がうまくいく「明るい人」の科学』クロスメディア・パブリッシング, 2022.6
- 『老いの品格 品よく、賢く、おもしろく』PHP新書 2022.6
- 『老いが怖くなくなる本』小学館新書 2022.6
- 『人生に差がつく時間の作り方・活かし方』コスミック出版, 2022.7
- 『80歳の超え方 老いは怖くないが、面倒くさい』廣済堂新書 2022.7
- 『医者が教える50代からはじめる老けない人の「脳の習慣」』ディスカヴァー携書 2022.7
- 『70歳の正解』幻冬舎新書 2022.7
- 『70歳からは大学病院に行ってはいけない』宝島社新書 2022.8
- 『新しい老い方の教科書』永岡書店, 2022.8
- 『60歳から脳を整える 老けないボケないうつにならない』リベラル文庫 2022.8
- 『70歳から一気に老化する人しない人』プレジデント社, 2022.8
- 『老人入門 いまさら聞けない必須知識20講』ワニブックス|PLUS|新書 2022.9
- 『70代からの元気力』 (知的生きかた文庫 三笠書房, 2022.9
- 『「70歳の壁」を乗りこえる老けない食べ方』宝島社, 2022.9
- 『60歳からはやりたい放題』扶桑社新書 2022.9
- 『頭がいい人の勉強法 科学的に脳の力を120%引き出す方法』総合法令出版, 2022.9
- 『70歳からの選択 健康・お金・時間・家族……これをやめれば楽になる』徳間書店, 2022.9
- 『ついイラッときても感情的に反応しない方法を1冊にまとめてみた』アスコム, 2022.9
- 『シャキッと75歳ヨボヨボ75歳 80歳の壁を超える「足し算」健康術』マキノ出版, 2022.10
- 『80代から認知症はフツー ボケを明るく生きる』興陽館, 2022.10
- 『70代、80代を楽しむためにこれだけは知っておこう!』 (かや書房ワイド新書) 2022.10
- 『15歳の壁 乗り越えた先に見えてくる君の未来』合同出版, 2022.10
- 『不幸で不安な80代健康で幸せな80代』新星出版社, 2022.11
- 『70歳80歳を笑顔で超える生き方』さくら舎, 2022.11
- 『50歳からの「脳のトリセツ」 定年後が楽しくなる!老いない習慣』PHPビジネス新書 2022.11
- 『老害の壁』エクスナレッジ, 2022.11
- 『いつまでもハツラツ脳の人』日刊現代, 2022.11
- 『「思秋期」の壁』リベラル新書 2022.11
- 『テレビを捨てて健康長寿 ボケずに80歳の壁を越える方法』ビジネス社, 2022.12
- 『70歳からの感情的にならない生き方』コスミック出版, 2022.12
- 『大往生 医者が考える最高の死に方と極意』宝島社新書 2022.12

### 共著
- 『参考書の生かし方 合格への要領 この15冊をこう使え』受験指導ゼミナール緑鉄舎共著 ごま書房 (ゴマブックス)1992
- 『学力危機 受験と教育をめぐる徹底対論』市川伸一 河出書房新社 1999
- 『算数軽視が学力を崩壊させる』西村和雄、戸瀬信之共著 講談社 1999
- 『「勉強嫌い」に誰がしたのか』西村和雄 PHP研究所 2000
- 『殺人心理 人は、なぜ人を殺すのか?』二木啓孝 アスキー 2000
- 『どうする学力低下 激論・日本の教育のどこが問題か』寺脇研 PHP研究所 2000
- 『大人のための頭の使い方 成功と幸運を呼び込む発想法』日下公人 PHP研究所 2001
- 『痛快!知的生活のすすめ』渡部昇一 ビジネス社 2001
- 『日本の病 正常な国への処方箋』櫻井よしこ PHP研究所 2001
- 『東大で徹底検証!!失敗を絶対、成功に変える技術』畑村洋太郎 アスキー 2001
- 『完全無敵の老人学』大月隆寛 講談社 2001
- 『病院のカラクリ、医者のホンネ』テリー伊藤 アスキー 2001
- 『親しかできない、子どもを賢くする方法 「できる」子どもに育てよう!』子安増生 小学館 2002
- 『第二の人生を10倍充実させる習慣』竹村健一 PHP研究所 2002
- 『ドロシーおばさんの通じあう心』ドロシー・ロー・ノルト共著 石井千春訳 扶桑社 2002
- 『転職力 成功するための63のポイント』大塚寿 PHP研究所 2003
- 『学力をつける100のメソッド』隂山英男 PHP研究所 2003 のち文庫
- 『「一匹狼」で成功する人「賢い羊」で勝ち残る人 あなたは会社を飛び出すか?とどまるか?』南淵明宏 PHP研究所 2004
- 『黄昏恋愛術』弘兼憲史 小学館 2004
- 『本物の実力のつけ方』榊原英資 東京書籍 2004
- 『和田秀樹+柴田孝之の東京大学受験作法』ダイヤモンド社 2004
- 『お笑いニッポンの教育』テリー伊藤 PHP研究所 2004
- 『間違いだらけの就職活動 誰も教えてくれない実践的アドバイス』財部誠一 PHP研究所 2005
- 『わが子が輝くエリート教育』小山泰生 海竜社 2006
- 『命と向き合う 老いと日本人とがんの壁』中川恵一、養老孟司 小学館 2007
- 『「改革」にダマされるな! 私たちの医療、安全、教育はこうなる』関岡英之 PHP研究所 2007
- 『マスコミに騙されない子育て法 確かな情報の見極め方』南美希子 三修社 2007
- 『難関校に合格する人の共通点』繁田和貴 東京書籍 2010
- 『医学部に合格する生徒が必ずしていること』家庭教師のトライ共著 プレジデント社 2011
- 『日本史汚名返上 「悪人」たちの真実』井沢元彦共著 光文社 2014
- 『依存症の科学 いちばん身近なこころの病』岡本卓共著 化学同人 2016
- 『非道とグローバリズム 新聞とテレビが絶対に言えない「宗教」と「戦争」の真実』中田考共著 ブックマン社 2016
- 『宗教と精神科は現代の病を救えるのか?』島田裕巳共著 ベスト新書 2017
- 『やってはいけない健康診断 早期発見・早期治療の「罠」』近藤誠共著 (SB新書) 2018.3
- 『なぜ日本は勝てるはずのコロナ戦争に負けたのか?』木村盛世共著. かや書房, 2022.1
- 『マンガでわかる!認知症 症状が改善!介護がラクになる』ねこまき(にゃんとまた旅) 絵. リベラル社, 2022.1
- 『頭のよさとは何か』中野信子共著. プレジデント社, 2022.3
- 『親ガチャという病』池田清彦,中島義道,室井佑月,森達也,香山リカ,土井隆義共著. 宝島社新書, 2022.3
- 『日本復活!』藤井聡,木村盛世共著. かや書房, 2022.5
- 『頭のいい人、悪い人』 中野信子共著. プレジデントムック：プレジデント社, 2022.10
- 『「80歳の壁」は結局、免疫力が解決してくれる』奥村康共著. 宝島社新書, 2022.10
- 『70歳からが本物の成長期』花田紀凱と共著. サンマーク出版, 2023.2

### 小説
- 『受験のシンデレラ』（同名の自身による監督映画作品のノベライズ） 小学館より刊行
- 『灘校物語』サイゾー、2019年12月　ISBN 978-4-8662-5124-0

### 翻訳
- トーマス・H・オグデン『「あいだ」の空間 精神分析の第三主体』新評論 1996.4
- ジュディ・ガルブレイス『ひょっとしてうちの子って、天才?』祥伝社 2002.12
- 『リチャード・カールソンのそっとあなたの“欠点"を直してくれる本』三笠書房 2003.4 「小さなことにくよくよしない88の方法」王様文庫)
- ロバート・D.ストロロウ『トラウマの精神分析 自伝的・哲学的省察』岩崎学術出版社 2009.11
- 『アルツハイマーになる人、ならない人の習慣』ディスカヴァー・トゥエンティワン 2011.7
- ポーリン・ボス『認知症の人を愛すること 曖昧な喪失と悲しみに立ち向かうために』監訳,森村里美訳 誠信書房 2014
- リチャード・カールソン『小さなことにくよくよしない88の方法 一瞬であなたは変わる！』三笠書房、2021年1月。ISBN 978-4-8379-5802-4。
- クロード・ショーシャ, クロード・デール 共著『最強の男性ホルモン「テストステロン」の秘密 40歳を過ぎても、現役の男でいるために』監訳・監修. ブックマン社, 2019.3
- サイモン・バロン=コーエン『ザ・パターン・シーカー 自閉症がいかに人類の発明を促したか』篠田里佐 訳, 岡本卓共監訳. 化学同人, 2022.11

## その他

### 映画監督
- 受験のシンデレラ（監督・脚本）※2007年モナコ国際映画祭グランプリ
- 「わたし」の人生 我が命のタンゴ（監督・原案）
- 銀座並木通り クラブアンダルシア（監督・脚本）
- 私は絶対許さない（監督・製作総指揮）
- 東京ワイン会ピープル（監督）※2020年モナコ国際映画祭アンサンブル・キャスト賞、インディペンデント・スピリット賞 受賞作品

### DVD
- 和田秀樹の中学受験 親のバイブル（Catch the Web）

### ラジオ出演
- 東西南北 龍介が行く（ABCラジオ、準レギュラー）
- 生島ヒロシのおはよう一直線（TBSラジオ） - 不定期
- 斉藤一美 ニュースワイドSAKIDORI!（文化放送） - 金曜コメンテーター
- 「恋せよ！オトナ オトナ世代応援ラジオ」（文化放送） - パーソナリティ（和田自身はディスクジョッキーという表現を好む）、毎週土曜深夜28:00〜29:00（2024年9月までは毎週土曜深夜28:00〜28:30の放送だった）
- テレフォン人生相談（ニッポン放送）-　アドバイザー（回答者）、不定期
- ラジオ深夜便（NHKラジオ第1） - 「こころの荷下ろし深夜便」のコーナー、偶数月の第4日曜日・午後11時台〜翌午前0時台